# Caladenia aurantiaca
Caladenia aurantiaca är en orkidéart som först beskrevs av Richard Sanders Rogers, och fick sitt nu gällande namn av Herman Montague Rucker Rupp. Caladenia aurantiaca ingår i släktet Caladenia och familjen orkidéer. Inga underarter finns listade i Catalogue of Life.